# 三種大祓
三種大祓（さんじゅのおおはらい）とは、神道の祓。三種祓とも。八部祓の一つとされる。
天津祓・国津祓・蒼生祓からなり、特に「とほかみえみため」という天津祓は平安時代から文献に見え、亀卜に使われたものである。「吐普加美依身多女」は、現在でも神道で重要な言葉と考えられている。白川伯王家から秘伝を伝授されて後に禊教開祖となった井上正鉄は、この三種祓のうちの、「吐普加美依身多女」を特に重視した。この言葉は、江戸時代中期に、呪文のように一般大衆にひろまった例もある。鈴木重胤は、これは『大祓詞』の中の「天津祝詞の太祝詞事」のことであるとする。
この三種大祓は、吉田神道・伯家神道などで確認される。